# Museo di archeologia ligure
Il Museo di archeologia ligure è un museo di Genova, allestito all'interno della villa Durazzo-Pallavicini, nel quartiere di Pegli.

## Storia

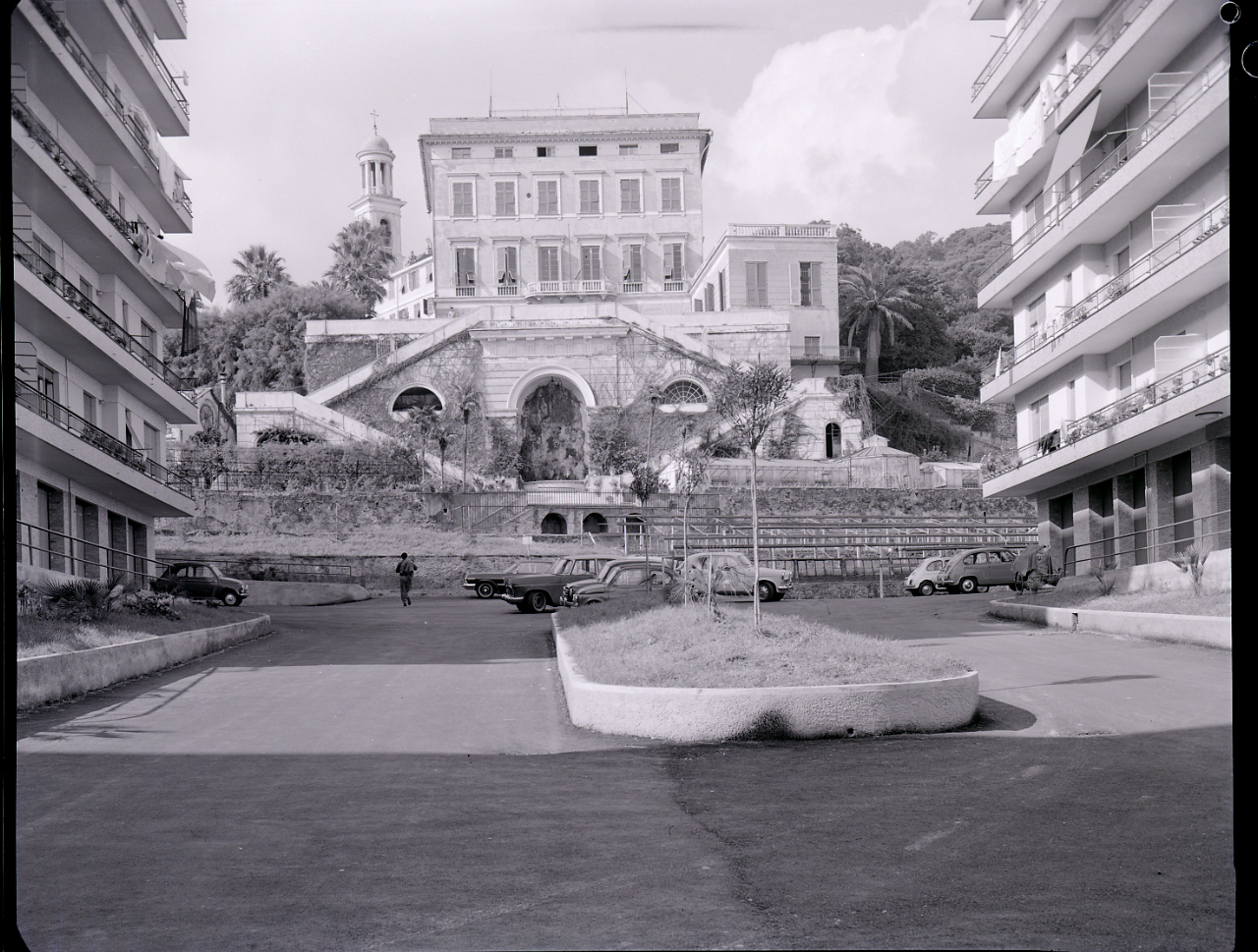
Villa Durazzo-Pallavicini in una foto di Paolo Monti del 1963

La villa fu donata nel 1928 al comune di Genova dagli eredi dei Pallavicini con il vincolo di utilizzarla a scopi culturali e all'inizio degli anni trenta fu deciso di destinarla a sede del museo civico di archeologia.
Recuperati numerosi reperti già dispersi in vari musei, in particolare quelli portati al Museo di antichità di Torino nei primi decenni del Novecento, le collezioni sarebbero state ampliate con tutti i nuovi reperti trovati in Liguria. Tutti i materiali furono catalogati e riordinati con la collaborazione di Luigi Cardini (1898-1971), tra i maggiori studiosi italiani di preistoria.
Il museo fu inaugurato nel 1936, ma durante la seconda guerra mondiale le collezioni vennero trasferite all'abbazia di Santa Maria alla Croce di Tiglieto. Il museo fu riaperto nel 1953, avvalendosi in questa fase della collaborazione di Luigi Bernabò Brea insieme con lo stesso Cardini; essi realizzarono un percorso espositivo che documenta la vita, le occupazioni e l'economia dei popoli che abitavano la Liguria tra centomila anni fa e la fine dell'impero romano ed i cambiamenti climatici intervenuti in questo periodo, con reperti provenienti dalle grotte della riviera di Ponente (Balzi Rossi, grotte di Toirano, grotte del Finalese), tombe di guerrieri liguri dell'età del ferro ed i corredi funebri della necropoli preromana di Genova.
Accanto a questi sono esposte anche testimonianze delle città liguri in epoca romana, antichità egizie provenienti dalla collezione d'Albertis ed una raccolta di vasi antichi donata alla città dal principe Oddone di Savoia.

## Collezioni

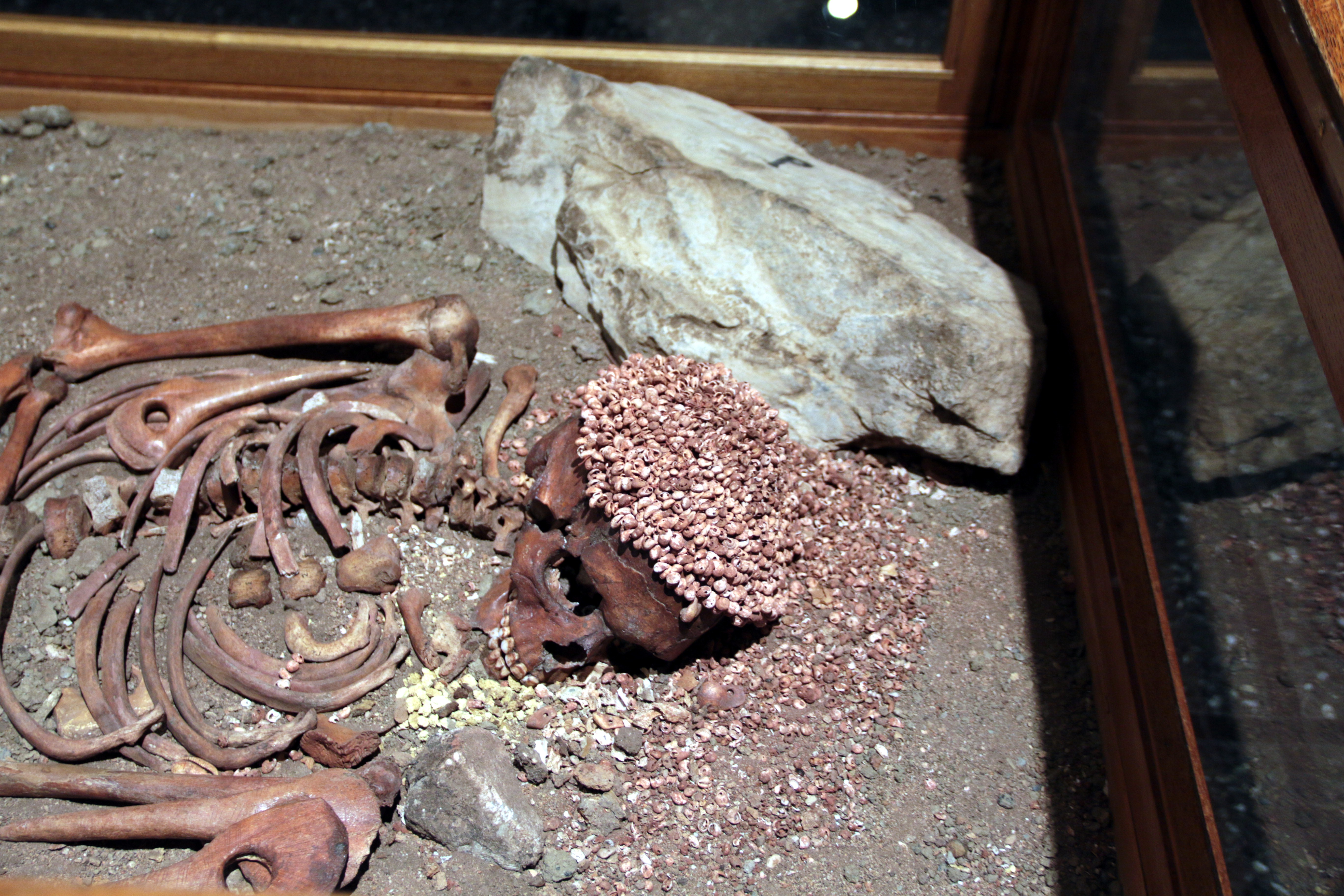
Tomba del "Principe"

Il percorso espositivo, negli anni duemila ampliato e dotato di numerosi supporti didattici, si sviluppa attraverso 13 sale, descrivendo secondo un criterio cronologico le varie epoche della preistoria in Liguria.
- Reperti risalenti al tempo della glaciazione Würm, tra 100.000 e 10.000 anni fa; a questo periodo del Paleolitico risalgono utensili in pietra e osso rinvenuti nella grotta delle Fate (Finale Ligure) e ai Balzi Rossi (Ventimiglia) ed un cranio di orso delle caverne ritrovato nella caverna del Lastore (Toirano).[3][4]

- Sepolture paleolitiche, tra le più cospicue e meglio conservate d'Europa di cui la più antica, risalente a circa 24.000 anni fa, è quella detta del Principe per la straordinaria ricchezza del corredo funerario, proveniente dalla grotta delle Arene Candide, sempre nel Finalese. Ritrovata nel corso agli scavi condotti da Cardini e Bernabò Brea negli anni quaranta la sepoltura appartiene ad un giovane alto e robusto di circa 15 anni di età, morto per un trauma violento, che gli distrusse gran parte del volto. Il ricco corredo funerario, comprendente un copricapo di rare conchiglie, ciondoli e bracciali di avorio di mammut, una lunga lama in selce e corna di alce, induce a ritenere che il giovane, morto forse durante una sfortunata battuta di caccia, fosse un individuo di rango all'interno del suo gruppo.[2][3][4]

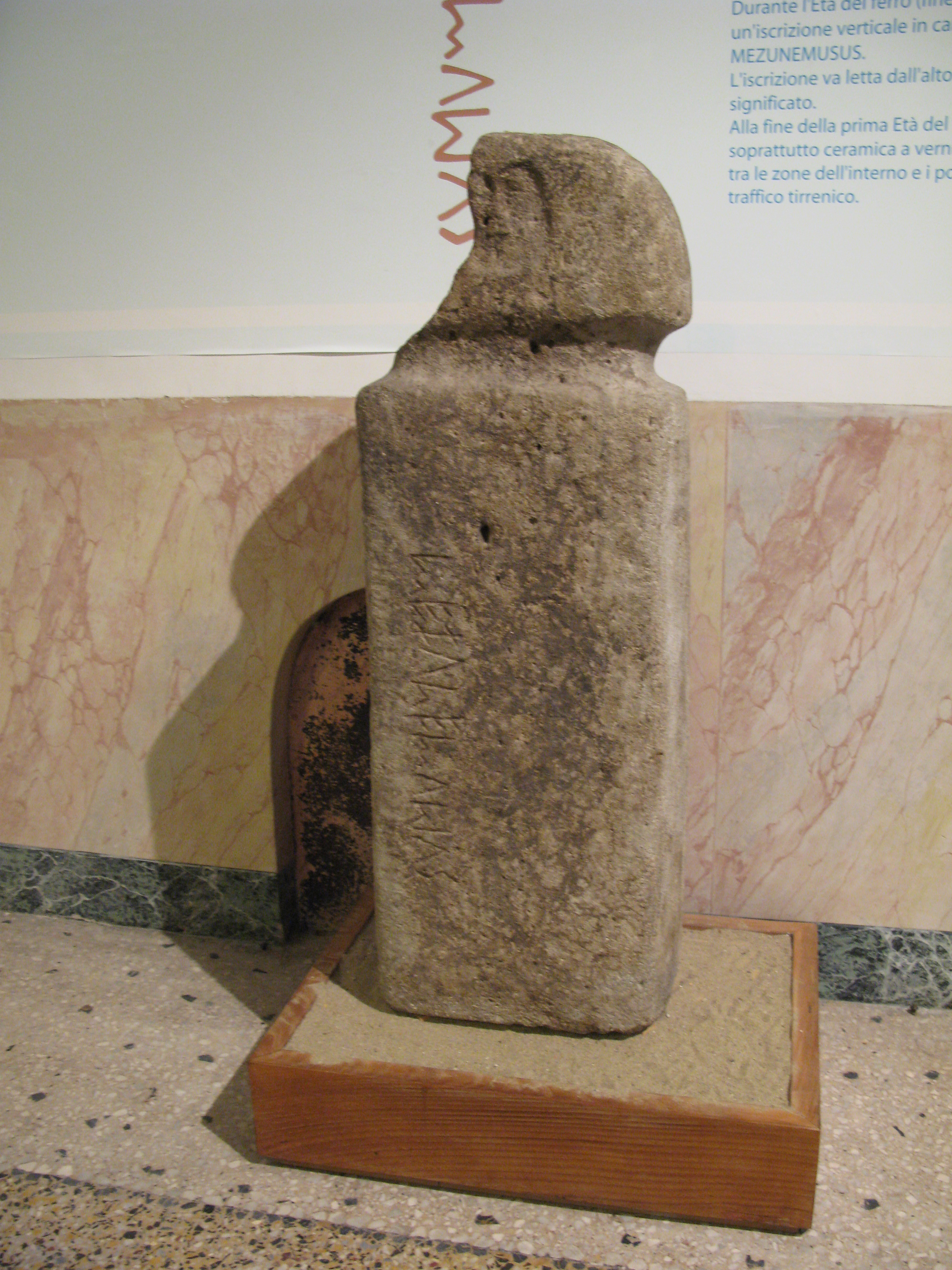
Statua-stele di Zignago

- Utensili neolitici in pietra levigata e scheggiata, ornamenti ed oggetti in ceramica trovati nelle grotte del Finalese e dell'Albenganese e le sepolture neolitiche della grotta della Pollera (Finale Ligure).[3][4]

- La statua-stele di Zignago, la prima delle numerose ritrovate in Lunigiana, enigmatiche raffigurazioni di eroi-guerrieri dell'età del rame.[4]

- Oggetti in rame, bronzo e ceramica provenienti da villaggi dell'Appennino ligure-piemontese-emiliano e sepolture di guerrieri dell'età del ferro rinvenute in varie località della Liguria.[3][4][5][6][7]

- Corredi funerari provenienti dalla vasta necropoli in cui, a partire dal 500 a.C., furono sepolti i primi abitanti di Genova e che si estendeva dal piano di Sant'Andrea all'omonimo colle ed all'area dove sarebbe poi sorta la chiesa di S. Stefano. I resti di queste sepolture vennero alla luce alla fine dell'Ottocento durante i lavori per la costruzione di via XX Settembre. Le tombe, simili a quelle etrusche, testimoniano la presenza etrusca a presidio dell'insenatura portuale, situata lungo la rotta per Marsiglia, attorno alla quale si era formato il primitivo insediamento della città. Gli oggetti rinvenuti comprendono ceramiche greche a figure rosse, bronzi etruschi, vasi di alabastro e di vetro di produzione mediorientale.[3][4]

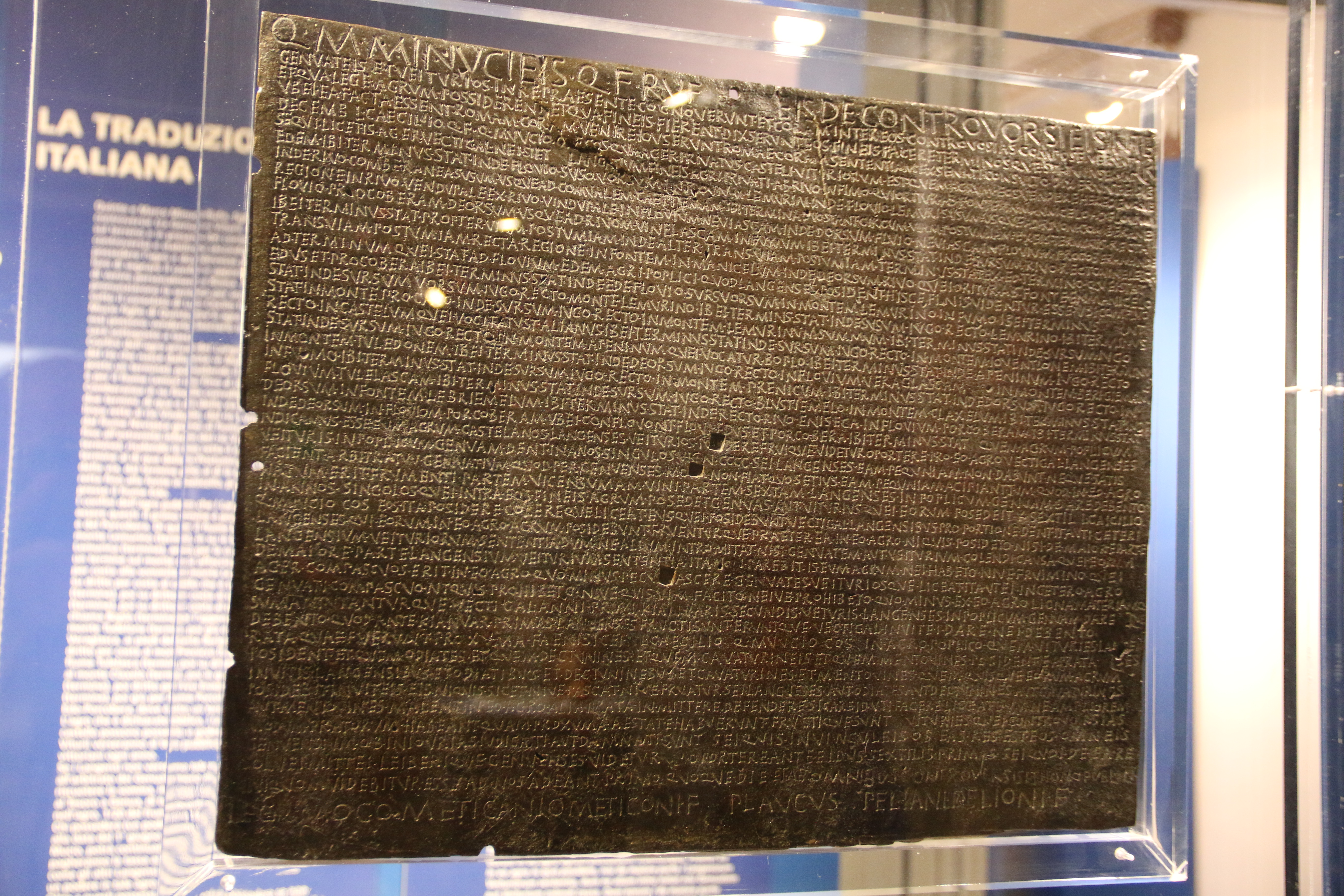
Tavola bronzea di Polcevera

- Tavola bronzea di Polcevera, già collocata nell'ufficio del sindaco a palazzo Tursi. Rinvenuta nel 1506 a Pedemonte di Serra Riccò, riporta il testo di una sentenza emanata dal Senato romano nel 117 a.C. e relativa alla delimitazione dei confini tra i Genuates, gli abitanti di Genova, e i Viturii Langenses, che vivevano nell'alta val Polcevera. A margine della sentenza la tavola documenta le attività economiche (principalmente agricoltura e pastorizia) delle tribù liguri dell'entroterra genovese nel II secolo a.C.[3][4]

- Statua di Cerbero, il cane a tre teste posto a guardia degl'inferi, ritrovato nella zona di Ponticello (attuale piazza Dante), anticamente ingresso alla città da levante. Il ritrovamento documenta la Genova in epoca romana, di cui decenni di ricerche archeologiche in ambito urbano hanno permesso di identificare i luoghi più significativi, sepolti sotto le vie dei quartieri più antichi della città.[3]

- Nella sala egizia sono esposte la mummia di Pasherienaset, sacerdote egizio vissuto in età saitica (VII secolo a.C.), con il sarcofago in legno dipinto ed altri oggetti del corredo funerario. Dal 2006 è esposta anche la statuetta funeraria, individuata ed acquistata sul mercato antiquario.[3][4]

- Marmi romani, databili tra il II secolo a.C. e V secolo d.C., provenienti da altri musei civici genovesi ed in particolare quelli che facevano parte della collezione Lunardi, già esposta a villa Gruber e qui trasferiti nel 2004.[4]

- Completa la rassegna la preziosa ed eclettica raccolta del principe Oddone di Savoia, figlio di Vittorio Emanuele II, che alla sua morte prematura lasciò alla città un patrimonio rilevante di vasi greci, bronzi, ceramiche, vetri e gemme romane, provenienti da diverse aree archeologiche italiane: la raccolta comprende oggetti etruschi ed altri provenienti dalla Sardegna, dalla Magna Grecia e da aree archeologiche del nord Italia.[2]

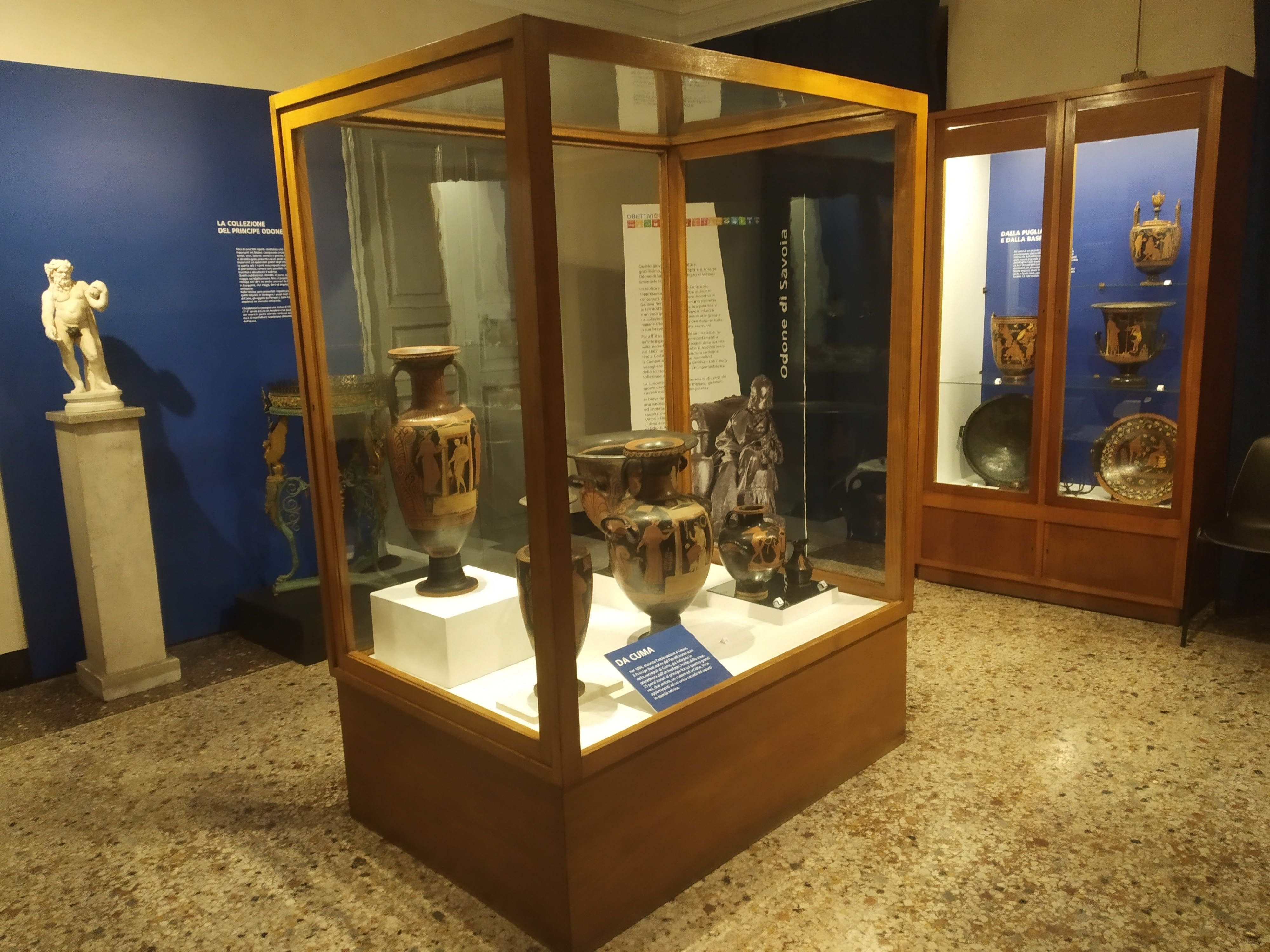
La collezione di Oddone di Savoia